# Спомен-комплекс Равна гора
Спомен-комплекс Равна гора налази се на истоименој висоравни која се простире на западним и југозападним обронцима планине Сувобор у Западној Србији. Подигнут је деведесетих година 20. века са циљем да се очува успомена на Југословенску војску у отаџбини, односно четнике предвођене армијским генералом и министром војним Драгољубом Михаиловићем.

## Изградња
Маја 1992. откривен је споменик Драгољубу Михаиловићу, изграђен је у бронзи, аутор је вајар Драган Николић из Београда. Потом је изграђена црква наспрам споменика. Камен темељац за цркву посвећену заштитнику ратника Светом Ђорђу, за покој душа свих Срба изгинулих у грађанском рату 1941—1945, освештан је и положен маја 1995. Радови су почели 1996, према пројекту архитекте др Предрага Ристића. Године 1998. завршени су црква, звонара и капија. Деветог маја те године цркву је освештао епископ шабачко-ваљевски Лаврентије, који је благословио почетак градње.
У исто време, 1998. године, до Равне горе је стигао први асфалтни пут, из правца Ваљева. Године 2005. асфалтиран је и пут који до Равне горе води из Горњег Милановца (преко села Брајићи).
Изградња равногорског спомен-дома трајала је од 1998. до 2000. године, према пројекту професора архитекте Спасоја Крунића. У дому се налазе музеј, библиотека са читаоницом (за сада са преко 1.000 књига), као и сала за предавања и конгресе са 200 места. За пројекат дома Крунић је 2000. године награђен „Борбином“ наградом за архитектуру, а 2001. годишњом наградом Савеза архитеката Србије. У „Атласу савремене архитектуре света“ ("Фејдон“, Лондон), за период 1998—2003, уврштена су само три меморијална комплекса из целог света - од којих је један дом на Равној гори.
У данашње време Равна гора је позната као место на којем се у периоду од 8. до 12. маја одржавају Дани Равне горе.

## Галерија
- Споменик Драгољубу Дражи Михаиловићу надомак цркве